# Казы-карта
Казы́ (тат. казылык, баш. ҡаҙы, ҡаҙылыҡ, ҡаҙы-ҡарта, чув. хас, каз. қазы, кирг. казы, узб. qazi, крымскотат. къазылыкъ) — жир с брюшины, используемый при приготовлении деликатесной домашней колбасы из конины у ряда тюркских народов. Колбаса называется казы или чучук.
Стоит обратить внимание, что на мясо режут не всех лошадей и предварительно лошадь откармливают. Хотя лошадей пускают на забой круглый год, основной сезон — со́гум (тат. сугым, каз. соғым, кирг. согум) — ближе к концу года, к зиме. У татар конину поздней осенью маринуют в бочках вместе с кишками, а в марте начинают набивать и подвешивать для просушки, а затем вялить или коптить. Очень часто казы и карта варится вместе с мясом (каз. ет, кирг. эт, тат. it «мясо») и подаётся вместе как одно большое блюдо. Может подаваться вместе с нарыном/бешбармаком.
Является неотъемлемой частью национальной кухни татар, башкир, киргизов и казахов, одним из любимых их кушаний.
Карта́ (каз. қарта, баш. ҡарта) — конская толстая кишка, вывернутая наизнанку (жиром внутрь). Готовится путём промывки и слабого засаливания. Употребляется в варёном виде. Считается деликатесом у тюркских народов (казахов, киргизов, татар, каракалпаков). У татар конская кишка, вывернутая жиром внутрь, называется эйлендирме (әйләндермә).

## Приготовление
Колбасу готовят следующим образом: у туши забитой лошади срезают ребра с мясом обязательно с жирком и дают крови стечь в течение 5—7 часов. Кишки хорошо промывают и выдерживают в соленой воде 1—2 часа. Слегка подсохшее мясо нарезают полосками вдоль ребер. Межрёберную ткань разрезают острым ножом, удаляя хрящи и не раскрошив сало. Подготовленное мясо солят, перчат, по желанию добавляют мелко нарезанный чеснок и заворачивают на 2—3 ч. После этого мясо закладывают в кишки, концы которых перевязывают, затем варят в широкой посуде не менее 2 часов на медленном огне.